# Irving Louis Horowitz
Irving Louis Horowitz (* 25. September 1929 in New York City; † 21. März 2012 in Princeton, New Jersey) war ein US-amerikanischer Soziologe, Politikwissenschaftler und Verleger. Er lehrte von 1969 bis 1992 als Professor an der Rutgers University.

## Leben und akademische Laufbahn
Horowitz wurde auf Wards Island im East River geboren und wuchs in der schwindenden jüdischen Gemeinschaft von Harlem auf. Er wurde mit einer Lippen-Kiefer-Gaumenspalte geboren und musste sich in seiner Kindheit zahlreichen Operationen unterziehen. Während des Studiums am City College of New York verdiente er seinen Lebensunterhalt als Taxifahrer. Er schloss an der New Yorker Columbia University 1952 mit einem Mastergrad ab und wurde an der Universidad de Buenos Aires 1957 zum Ph.D. promoviert. Während seines Doktoratsstudiums in Argentinien erlebte er den Sturz Juan Peróns.
Nach Lehrtätigkeiten in Buenos Aires und am Bard College war Horowitz von 1960 bis 1963 Professor für Soziologie an den Hobart and William Smith Colleges in Geneva (New York), wo er auch der Abteilung für Soziologie und Anthropologie vorstand. Von 1963 bis 1969 lehrte er an der Washington University in St. Louis, zunächst als Associate Professor, ab 1965 als ordentlicher Professor für Soziologie. Er wurde 1969 a die staatliche Rutgers University in New Jersey berufen, wo er bis 1973 die soziologische Abteilung des Livingston College leitete. Von 1979 bis zu seiner Emeritierung 1992 hatte Horowitz eine Stiftungsprofessur für Soziologie und politische Wissenschaften an der Rutgers University inne, seinen Lehrstuhl benannte er nach Hannah Arendt. Er war Mitglied des Council on Foreign Relations.
Irving Louis Horowitz starb im Alter von 82 Jahren aufgrund von Komplikationen nach einer Herzoperation.

## Wissenschaftliches Wirken
Zusammen mit Alvin W. Gouldner und Lee Rainwater gründete Horowitz 1962 Transaction Publishers, einen Fachbuchverlag für Sozialwissenschaften, der 2016 von der Verlagsgruppe Taylor & Francis aufgekauft und im Jahr darauf zugunsten der Marke Routledge eingestellt wurde. Zugleich rief er die Fachzeitschrift Trans-Action: Social Science and Modern Society ins Leben, deren Titel 1972 zu Society verkürzt wurde und die er fünf Jahrzehnte lang bis zu seinem Tod herausgab. 1965 gründete er eine weitere Fachzeitschrift: Studies in Comparative International Development. Horowitz war ein produktiver Autor, er publizierte rund 50 Bücher, insgesamt hat seine Veröffentlichungsliste fast 900 Einträge. Zum breiten Spektrum seiner Forschungsthemen gehörten politische Theorie, Genozide und der kubanische Kommunismus. Er entwickelte einen quantitativen Index zur Messung der Lebensqualität eines Landes, in den Faktoren wie willkürliche Tötungen und Inhaftierungen sowie das Ausmaß der bürgerlichen Freiheiten einfließen.
Er beschäftigte sich wiederholt mit dem Werk und Leben des Soziologen C. Wright Mills, dessen Essays er in vier Bänden herausgab und über den er 1983 eine Biographie publizierte. Mit der Zeit wurde Horowitz’ Urteil über Mills immer kritischer. In seinem 1993 erschienenen Buch The Decomposition of Sociology beklagte er die Vereinnahmung der Soziologie durch linke Ideologen und Aktivisten, die er als „Linksfaschisten“ bezeichnete. Er vertrat, dass Sozialwissenschaften ebenso wie hard sciences (Natur- und Formalwissenschaften) objektiv, empirisch und ideologiefrei sein sollten, während seine Kritiker wie z. B. George Steinmetz die Abhängigkeit sozialwissenschaftlicher Erkenntnisse von ihrem historischen, kulturellen und geographischen Kontext betonten. Horowitz wurde zuweilen den Neokonservativen zugerechnet, er selbst lehnte aber die Zuordnung zu einem politischen Lager ab. Sein Fachkollege Howard Schneiderman charakterisierte ihn als einen „Liberalen der alten Art“, der „allen Ideologien gegenüber misstrauisch“ war.
Zusammen mit seiner dritten Ehefrau Mary E. Curtis gründete Horowitz 1997 die Horowitz Foundation for Social Policy, die Doktoranden auf dem Gebiet der Sozialwissenschaften fördert und jährlich den Irving Louis Horowitz Award verleiht. Die Washington University in St. Louis benannte 2022 einen Lehrstuhl für Sozialpolitik nach Horowitz.

## Schriften (Auswahl)
- Professing Sociology. Studies in the Life Cycle of the Social Sciences. Aldine Publishing, Chicago 1968.
- Foundations of Political Sociology. Harper & Row, New York 1972. 2. Auflage, Transaction, New Brunswick (N.J.)/London 1997.
  - Grundlagen der politischen Soziologie. 5 Bände. Rombach, Freiburg im Breisgau 1975/76.
- Taking lives. Genocide and state power. 5. Auflage, Transaction Publishers, New Brunswick (N.J.) 2002 [1980].
- The Conscience of Worms and the Cowardice of Lions. Cuban Politics and Culture in an American Context. Transaction Publishers, New Brunswick NJ u. a. 1993, ISBN 1-56000-099-6.
- Soziale Ideologien und politische Systeme. Ontos-Verlag, Frankfurt am Main 2005, ISBN 3-937202-89-7.
- Hannah Arendt. Radical Conservative. Transaction Publishers, New Brunswick (N.J.)/London 2012.
  - Hannah Arendt – Eine Radikal-Konservative. Ontos-Verlag, Frankfurt am Main u. a. 2012.